# Cofidis (wielerploeg)/2001
Deze pagina geeft een overzicht van de wielerploeg Cofidis in 2001.
| Naam                                         | Geboortedatum | Nationaliteit       | Ploeg 2000            |
| -------------------------------------------- | ------------- | ------------------- | --------------------- |
| Nicolas Andre (Stagiair vanaf 01-09)         | 09-02-1977    | Frankrijk           | -                     |
| Daniel Atienza                               | 22-09-1974    | Spanje              | Saeco                 |
| Sergey Belousov                              | 05-08-1976    | Kazachstan          | Besson Chaussures     |
| Mickaël Bourgain                             | 28-05-1980    | Frankrijk           |                       |
| Médéric Clain                                | 29-10-1976    | Frankrijk           | Besson Chaussures     |
| Íñigo Cuesta                                 | 03-06-1969    | Spanje              | ONCE                  |
| Arnaud Dublé                                 | 13-05-1980    | Frankrijk           | beloften              |
| Peter Farazijn                               | 27-01-1969    | België              |                       |
| Tom Flammang                                 | 12-01-1978    | Luxemburg           |                       |
| Dmitri Fofonov                               | 15-08-1976    | Kazachstan          | Besson Chaussures     |
| Laurent Gané                                 | 07-03-1973    | Frankrijk           |                       |
| Philippe Gaumont                             | 22-02-1973    | Frankrijk           |                       |
| Robert Hayles                                | 21-01-1973    | Verenigd Koninkrijk | ?                     |
| Andrei Kivilev                               | 20-09-1973    | Kazachstan          | Ag2r Prévoyance       |
| Claude Lamour                                | 18-10-1969    | Frankrijk           |                       |
| Yoann Le Boulanger                           | 04-11-1975    | Frankrijk           |                       |
| David Lefèvre                                | 29-04-1972    | Frankrijk           |                       |
| Laurent Lefèvre                              | 02-07-1976    | Frankrijk           |                       |
| Massimiliano Lelli                           | 02-12-1967    | Italië              |                       |
| Angelo Lopeboselli                           | 10-04-1977    | Italië              |                       |
| Nico Mattan                                  | 17-07-1971    | België              |                       |
| David Millar                                 | 04-01-1977    | Verenigd Koninkrijk |                       |
| David Moncoutié                              | 30-04-1975    | Frankrijk           |                       |
| Chris Peers                                  | 03-03-1970    | België              |                       |
| Jo Planckaert                                | 16-12-1970    | België              |                       |
| Damien Pommereau                             | 12-05-1978    | Frankrijk           |                       |
| Christophe Rinero                            | 29-12-1973    | Frankrijk           |                       |
| Marek Rutkiewicz                             | 08-05-1981    | Polen               | beloften              |
| Robert Sassone                               | 23-11-1978    | Frankrijk           |                       |
| Juris Silovs                                 | 27-01-1973    | Letland             |                       |
| Jean-Michel Tessier                          | 22-12-1977    | Frankrijk           | La Française des Jeux |
| Janek Tombak                                 | 22-07-1976    | Estland             |                       |
| Arnaud Tournant                              | 05-04-1978    | Frankrijk           |                       |
| Guido Trentin                                | 24-11-1975    | Italië              | Vini Caldirola        |
| Cédric Vanoverschelde (Stagiair vanaf 01-09) | 13-10-1977    | Frankrijk           | -                     |

## Overwinningen
Guldensporen Tweedaagse
2e etappe: Janek Tombak
GP de Lillers
Jean-Michel Tessier
Paris-Nice
Proloog: Nico Mattan
Driedaagse van De Panne
4e etappe: Nico Mattan
Eindklassement: Nico Mattan
Ronde van de Sarthe
4e etappe: David Millar
5e etappe: David Millar
Eindklassement: David Millar
Circuit des Mines
2e etappe: Jean-Michel Tessier
4e etappe: Robert Sassone
8e etappe: Robert Sassone
Spelen van de Kleine Staten van Europa
Individuele tijdrit: David Millar
Bicicleta Vasca
5e etappe: David Millar
Dauphiné Libéré
5e etappe: Andrej Kivilev
Route du Sud
Andrej Kivilev
NK wielrennen
Estland: Janek Tombak
Ronde van Denemarken
5e etappe: David Millar
Eindklassement: David Millar
GP Stad Zottegem
Jo Planckaert
Tour de Limousin
2e etappe: David Moncoutié
GP Plouay
Nico Mattan
Ronde van Spanje
1e etappe: David Millar
6e etappe: David Millar
Circuit Franco-Belge
1e etappe: Chris Peers
Eindklassement: Chris Peers
Ronde van Piemonte
Nico Mattan
Mannen: 1997 · 1998 · 1999 · 2000 · 2001 · 2002 · 2003 · 2004 · 2005 · 2006 · 2007 · 2008 · 2009 · 2010 · 2011 · 2012 · 2013 · 2014 · 2015 · 2016 · 2017 · 2018 · 2019 · 2020 · 2021 · 2022 · 2023 · 2024 · 2025
Vrouwen:2022 · 2023 · 2024 · 2025